# Priorato de San Guillermo de Peñacorada
El priorato de San Guillermo de Peñacorada es un monasterio o abadía ubicado en el término municipal del municipio de Cistierna, provincia de León. El origen del lugar se remonta al siglo XI cuando eran habituales en el Reino de León las fundaciones particulares de pequeños monasterios como forma de control de los lugares sagrados por parte de la aristocracia laica. Actualmente del priorato apenas se conservan restos por el abandono, expolio y posterior actuación arqueológica llevada a cabo por Julio Puyol en 1915.

## Ubicación y cercanía a Sahagún

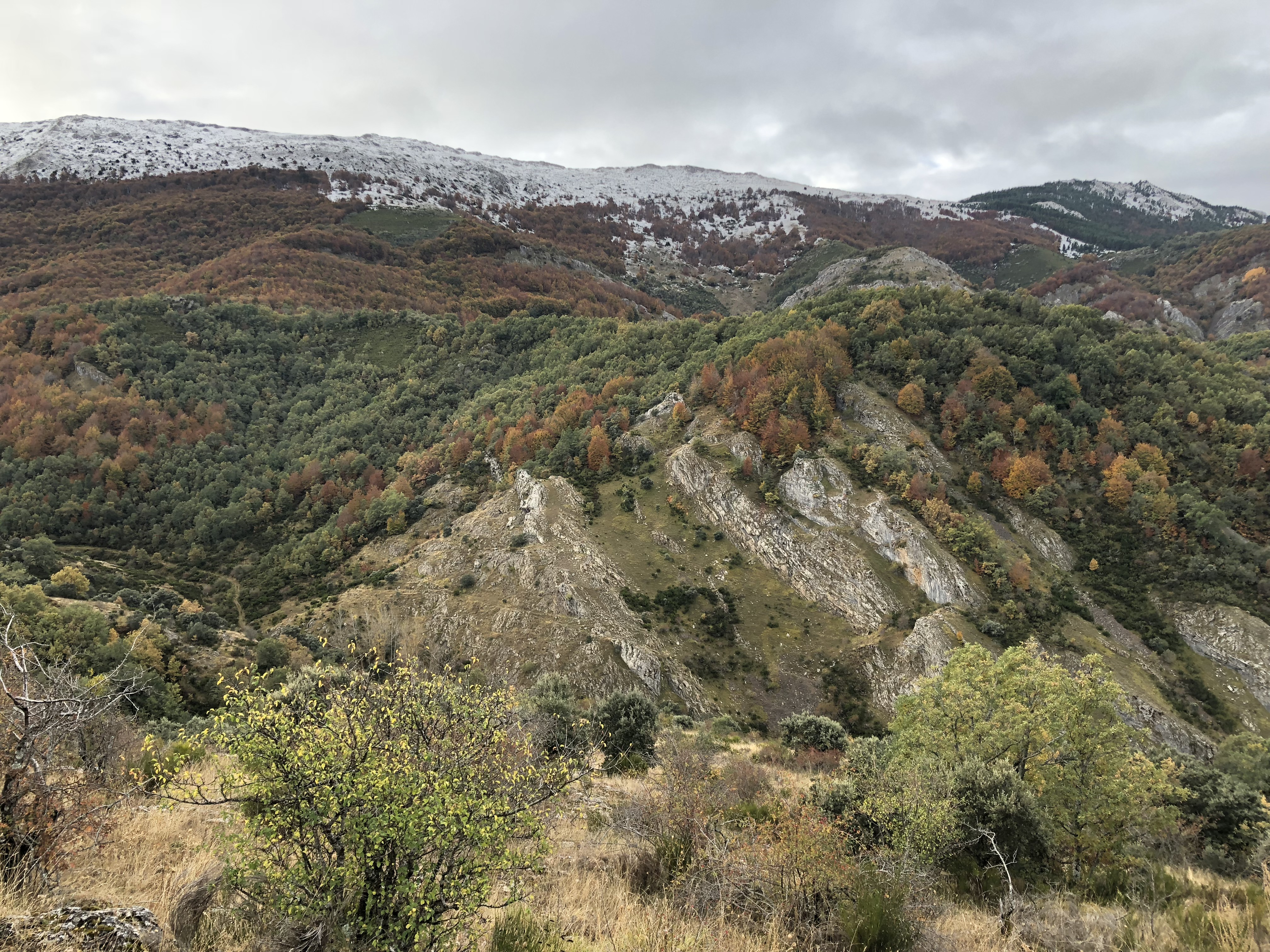
Laderas de Peñacorada en el mes de octubre.

El priorato se encuentra en las laderas de Peñacorada, al sur de la cordillera Cantábrica. Pertenece al término municipal de Cistierna y la población más cercana es La Mata de Monteagudo. La temperatura media anual es de 7,5 °C con máximas de 24 °C en julio, lo que impide el cultivo de cereal, pero es propicio para la ganadería, más aún teniendo la cantidad de afluentes de la zona. Según la clasificación climática köppen la región se encuadra en la variante Csb, de precipitaciones irregulares e inviernos fríos con abundancia de heladas.
En el siglo XII tenía vinculación eclesiástica con el monasterio de Sahagún, por razones de cercanía y el papel que tuvo el lugar como coordinador de los monasterios de la zona, se conservan los primeros legajos que hacen referencia al priorato. Aun así hay constancia de documentación eclesiástica en la catedral de León y en el catálogo de documentos del monasterio de Santa María de Otero de las , en El Bierzo. La documentación más temprana se refería al priorato como Santa María de los Valles, siendo un monasterio particular. No es hasta 1289 cuando Sancho IV le cambia el nombre a San Guillermo y da al lugar privilegio de coto, convirtiéndose en lugar oficialmente dependiente de Sahagún. A partir de ahora gracias al privilegio el monasterio tenía un espacio bien delimitado con inmunidad dentro de él y la jurisdicción para poder ejercer el poder temporal.

## Vinculación con Guillermo de Peñacorada
San Guillermo, también conocido como Guillermo de Peñacorada, es una figura de gran veneración en Cistierna. A las afueras del núcleo urbano hay una cueva donde reposa la imagen del santo y a la que le dedican una romería cada 28 de mayo.  La tradición popular atribuye que es la misma figura que da nombre al priorato. Esto se explica porque se recoge en la documentación catedralicia que Guillermo era un eremita del siglo XI y los monasterios de la zona eran pequeños núcleos a los que se le atribuye una vida cenobítica en grupúsculos. Esta idea se refuerza con la actuación arqueológica de don Julio Puyol en 1915, entre sus descubrimientos destacaron los restos óseos del presbiterios, que fueron identificados como eremita. Esta consideración chocó con el monasterio de San Miguel de Dueñas, en El Bierzo, considerado custodio de las reliquias del santo.

## Abandono del lugar
El expolio al que se ha visto sometido el priorato en los últimos años y la intervención arqueológica poco responsable con el entorno condicionan que sea difícil de estudiar los restos. se desconoce el año exacto en que se abandonó el lugar. Los estudios sobre los centros religiosos en la cordillera cantábrica en la Alta Edad Media defienden que la proliferación de pequeños prioratos en las zonas respondían a la necesidad de ocupar los bordes de la submeseta norte durante la época de esplendor musulmana. Pero con el paso del tiempo la Corona de Castilla y León fue aumentando sus fronteras hacia el sur y, con ello, cambió la concepción de los antiguos grupos cenobíticos, que pasaron a ser comunidades más numerosos y emplazadas en climas más benignos.